# Catedral de San Andrés (Dundee)
La Catedral de San Andrés o simplemente Catedral de Dundee (en inglés: St Andrew's Cathedral) es un edificio religioso que funciona como la catedral católica en el West End de la ciudad de Dundee, Escocia al norte del Reino Unido. La catedral es la sede del obispo de Dunkeld y la iglesia madre de la diócesis de Dunkeld dentro de la Provincia de San Andrés y Edimburgo. El obispo, desde el 9 de enero de 2014, es Stephen Robson. La catedral, cuya fachada está inspirada en el diseño gótico victoriano, fue construida por el arquitecto George Mathewson y fue inaugurada el 7 de agosto de 1836.